# Mamadou Diouf (Musiker)

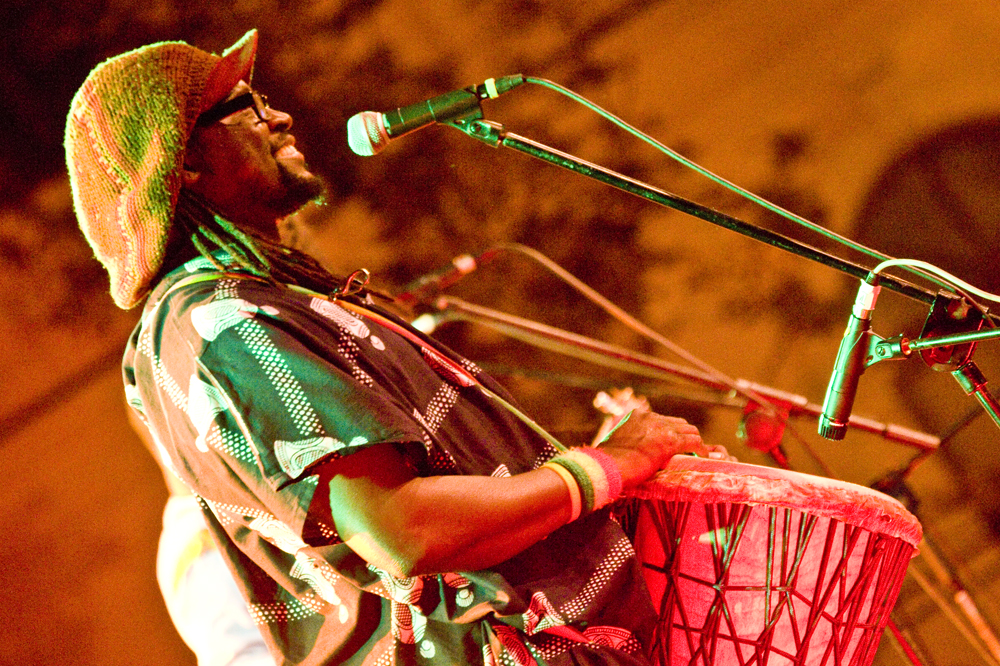
Mamadou Diouf

Mamadou Diouf (* 1963) ist ein senegalesisch-polnischer Sänger, Autor und Journalist.
Der ausgebildete Tierarzt kam 1983 nach Polen und erhielt 2007 die polnische Staatsbürgerschaft. Seit 2012 ist er Mitglied im Kulturrat beim Präsidenten der Stadt Warschau. Er ist Mitbegründer bzw. Begründer der Portale Afryka.org und Kontynent Warszawa-Warszawa Wielu Kultur und informierte als Rundfunkredakteur bei den Sendern Jazz Radio (2002–2008), Radio PIN (2008–2013) und Polskie Radio RDC (ab 2014) über afrikanische Kulturen. Im März 2011 veröffentlichte er in polnischer Sprache im Verlag Czarna Owca das Buch Mała książka o rasizmie (Kleines Buch über Rassismus); im gleichen Jahr erschien bei der Stiftung „Afryka Inaczej“ Afrykański spacerownik po Warszawie (Ein afrikanischer Spaziergänger in Warschau).
Mit Pako Sarr und Mohamed M'bow gründete Diouf die senegalesische Musikgruppe Djolof-Man. Mit dem Orkiestr Kinior (mit Włodzimierz Kiniorski und Radek Nowakowski) nahm er die Alben African Snow (1993) und Kinior&Mamadou (2007) auf. Von 1995 bis 2000 war er Sänger der Band Voo Voo, mit der die Alben Zapłacono (1994) und Rapatapa-to-ja (1995) entstanden. Mit der Sängerin Anna Maria Jopek nahm er die Alben Ale jestem (1997) und Jasnauszło (1999) auf. Seit den späten 1990er Jahren ist er Sänger der Gruppe Tam Tam Project, die zwei CDs (Tam Tam Project, 2001; Sunu music, 2005) veröffentlichte. Mit dem Saxophonisten Grzegorz Rytka gründete er 2014 die Gruppe Sam Yoon, deren erstes Album Umbada 2016 erschien.